# سسک درختزار گلوزرد
سسک درختزار گلوزرد (نام علمی: Phylloscopus ruficapilla) گونه‌ای از سسکان جهان قدیم از تیرهٔ سسکان برگی (Phylloscopidae) است که در اسواتینی، کنیا، مالاوی، موزامبیک، آفریقای جنوبی، تانزانیا، زامبیا و زیمبابوه یافت می‌شود. زیستگاه‌های طبیعی آن جنگل‌های خشک نیمه‌گرمسیری یا گرمسیری و جنگل‌های جلگه‌ای نمناک نیمه‌گرمسیری یا گرمسیری است.

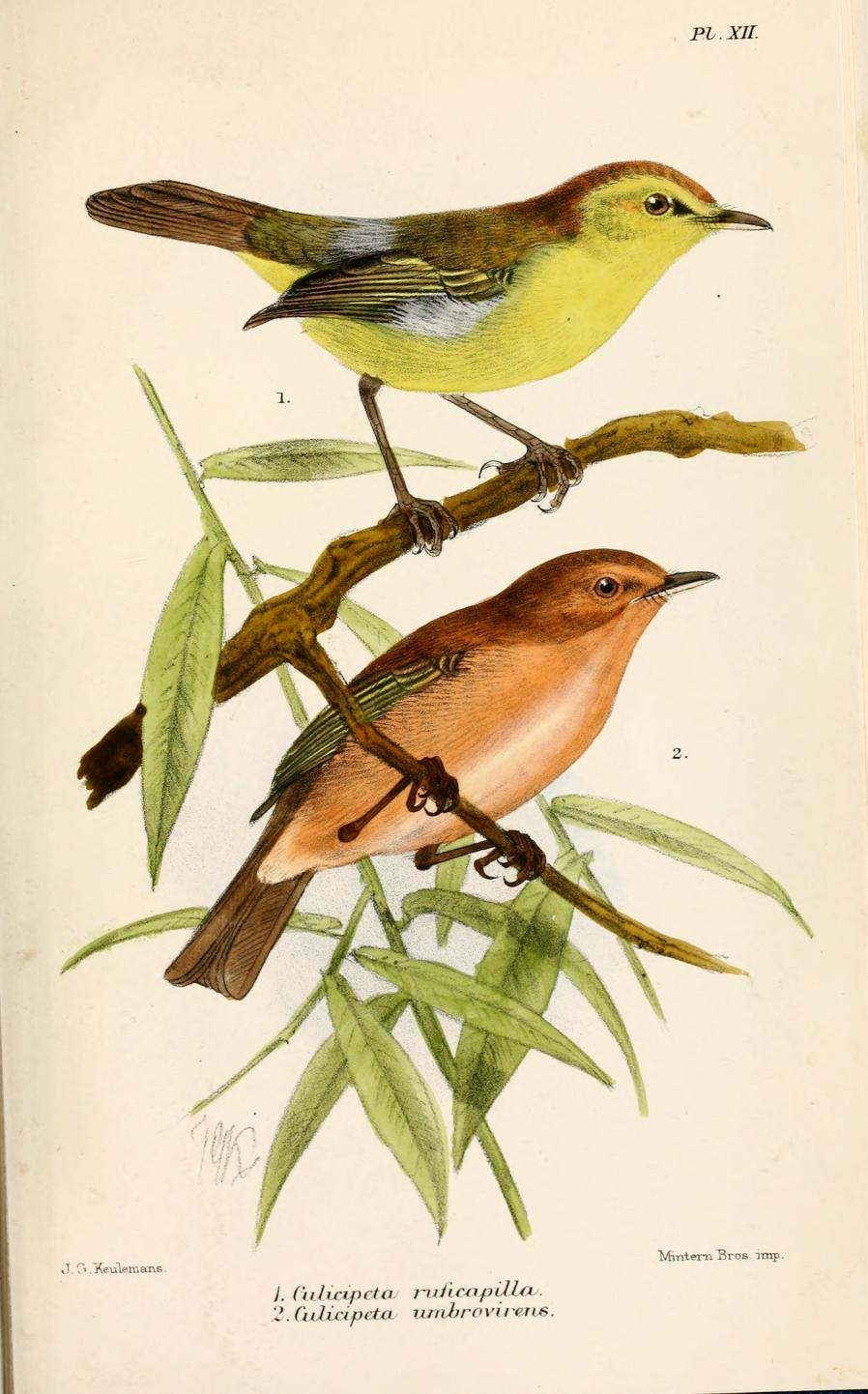
Phylloscopus ruficapilla (بالا)، نگاره توسط Keulemans، ۱۸۷۹